# Ribița
Ribita là một xã thuộc hạt Hunedoara, România. Dân số thời điểm năm 2002 là 1602 người.